# Pycnopsyche subfasciata
Pycnopsyche subfasciata là một loài Trichoptera trong họ Limnephilidae. Chúng phân bố ở miền Tân bắc.